# Schronisko w Dolinie Starorobociańskiej
Schronisko w Dolinie Starorobociańskiej (także w Dolinie Chochołowskiej) – nieistniejące już schronisko turystyczne w Tatrach Zachodnich zarządzane przez Sekcję Narciarską Polskiego Towarzystwa Tatrzańskiego („SN PTT”).

## Historia
Nie później niż w 1911 Zakopiański Oddział Narciarzy Towarzystwa Tatrzańskiego (późniejsza SN PTT) uzyskał prawo do użytkowania leśniczówki położonej u wylotu Doliny Starorobociańskiej do Doliny Chochołowskiej. Należała ona do dóbr dawnego państwa czarnodunajeckiego. Był to w istocie szałas składający się z dwóch izb, sieni i komory. Wkrótce budynek wstępnie zaopatrzono, dzięki czemu w jednej izbie mogło nocować do 12 osób.
W czasie I wojny światowej niezagospodarowane schronisko zostało poważnie uszkodzone i w 1919 roku wymagało remontu. Zaledwie rok później ponownie zostało zniszczone przez zatrudnionych przy pracach leśnych jeńców rosyjskich. W 1921 lub 1922 roku budynek  został przekazany na własność PTT przez Zarząd Siedmiu Gmin. Wtedy też urządzono drugą izbę – ściany w obu pomieszczeniach wyłożono tekturą, do jednego z nich wstawiono piec, do drugiego zaś kuchenkę. Po remoncie poprzedzającym sezon zimowy 1923/1924 w środku znajdowało się 12 miejsc do spania, jednak w awaryjnych sytuacjach nocować mogło nawet do 30 osób. Plany ewentualnej dalszej rozbudowy PTT odłożyło wówczas na bliżej nieokreśloną przyszłość.
Jako że schronisko nie miało stałego gospodarza, co do zasady pozostawało zamknięte, zaś klucze do niego zainteresowani turyści mogli pobierać w Dworcu Tatrzańskim w Zakopanem. Z tego też powodu stale narażone było na kradzieże ze strony miejscowej ludności, do których dochodziło nader często. Około 1920 roku w ciągu zaledwie jednego sezonu doszło do kilkunastu włamań, po których każdorazowo członkowie PTT usiłowali naprawić uszkodzony budynek i uzupełnić wyniesione wyposażenie. W 1922 lub 1923 do obiektu doprowadzono linię telefoniczną, lecz została ona wkrótce rozkradziona (Józef Oppenheim i Wanda Gentil-Tippenhauer we wspomnieniach wskazywali, że złodzieje zdemontowali nawet ustawione w dolinie słupy telefoniczne).
Schronisko u wylotu Doliny Starorobociańskiej utrzymywane było do ok. 1928. Wówczas to PTT podjęło decyzję o budowie nowego dużego schroniska w Dolinie Chochołowskiej, jednak wobec analogicznych planów zaprezentowanych przez Warszawski Klub Narciarski (WKN) obie organizacje zawarły porozumienie. Jego efektem był nowy obiekt należący do WKN, który w 1933 otwarto na Polanie Chochołowskiej. W 1930 PTT informowało, że Sekcja Narciarska z powodu nieustannych kradzieży odstąpiła od ciągłych napraw, zaś budynek popadł w całkowitą ruinę.